# Excelsior Hamont
Excelsior Hamont was een Belgische voetbalclub uit Hamont. De club was aangesloten bij de KBVB met stamnummer 8953 en heeft blauw als clubkleur. 
De club trad aan de provinciale reeksen.
In Mei 2025 werd besloten de club op te doeken.

## Resultaten
| Seizoen | Klasse | Klasse | Klasse | Klasse | Klasse | Klasse | Klasse | Klasse | Klasse | Reeks                                                    | Punten                                                   | Opmerkingen |                                           |
|         | I      | I      | II     | III    | IV     | P.I    | P.II   | P.III  | P.IV   | Vanaf 1952/53 zijn er 4 nationale niveaus                | Vanaf 1952/53 zijn er 4 nationale niveaus                | Vanaf 1952/53 zijn er 4 nationale niveaus | Vanaf 1952/53 zijn er 4 nationale niveaus |
| ------- | ------ | ------ | ------ | ------ | ------ | ------ | ------ | ------ | ------ | -------------------------------------------------------- | -------------------------------------------------------- | --- | ----------------------------------------- |
| 2004/05 |        |        |        |        |        |        |        |        | 16     | Vierde Prov. Lim. A                                      | 19                                                       | |                                           |
| 2005/06 |        |        |        |        |        |        |        |        | 5      | Vierde Prov. Lim. A                                      | 49                                                       | Promotie via eindronde |                                           |
| 2006/07 |        |        |        |        |        |        |        | 16     |        | Derde Prov. Lim. C                                       | 19                                                       | |                                           |
| 2007/08 |        |        |        |        |        |        |        |        | 5      | Vierde Prov. Lim. B                                      | 65                                                       | Promotie via eindronde |                                           |
| 2008/09 |        |        |        |        |        |        |        | 13     |        | Derde Prov. Lim. A                                       | 37                                                       | |                                           |
| 2009/10 |        |        |        |        |        |        |        | 6      |        | Derde Prov. Lim. B                                       | 41                                                       | |                                           |
| 2010/11 |        |        |        |        |        |        |        | 15     |        | Derde Prov. Lim. A                                       | 21                                                       | |                                           |
| 2011/12 |        |        |        |        |        |        |        |        | 4      | Vierde Prov. Lim. A                                      | 51                                                       | Verloren in promotie-eindronde tegen SK Munsterbilzen (4-5 in tot.). |                                           |
| 2012/13 |        |        |        |        |        |        |        |        | 4      | Vierde Prov. Lim. A                                      | 71                                                       | Verloren in promotie-eindronde tegen Sporting Aalst-Brustem (3-5 in tot.). |                                           |
| 2013/14 |        |        |        |        |        |        |        |        | 3      | Vierde Prov. Lim. A                                      | 66                                                       | Gewonnen in eerste ronde van promotie-eindronde tegen Sparta Kuringen (7-5 in tot.). In de tweede ronde werd er verloren tegen FC Vliermaal (1-1 in tot.). Hierna volgde nog 2 rondes die overbodig bleken, maar werden gespeeld met het zicht op eventuele extra stijgers. In de derde ronde verloor men tegen KFC Eendracht Zelem (2-4 in tot.). In de laatste ronde werd opnieuw verloren, ditmaal tegen Houthalen VV (2-7 in tot.). |                                           |
| 2014/15 |        |        |        |        |        |        |        |        | 6      | Vierde Prov. Lim. A                                      | 43                                                       | |                                           |
| 2015/16 |        |        |        |        |        |        |        |        | 1      | Vierde Prov. Lim. A                                      | 62                                                       | Kampioen |                                           |
|         | 1A     | 1B     | 1Am    | 2Am    | 3Am    | P.I    | P.II   | P.III  | P.IV   | Vanaf 2016-17 zijn er 3 nationale en 2 regionale niveaus | Vanaf 2016-17 zijn er 3 nationale en 2 regionale niveaus | Vanaf 2016-17 zijn er 3 nationale en 2 regionale niveaus |                                           |
| 2016/17 |        |        |        |        |        |        |        | 7      |        | Derde Prov. Lim. A                                       | 42                                                       | |                                           |
| 2017/18 |        |        |        |        |        |        |        | 7      |        | Derde Prov. Lim. A                                       | 43                                                       | |                                           |
| 2018/19 |        |        |        |        |        |        |        | 3      |        | Derde Prov. Lim. A                                       | 53                                                       | Gewonnen in eerste ronde van promotie-eindronde tegen FC Vliermaal (3-3 in tot., na penalty's). In de tweede ronde werd er gewonnen tegen Genk VV (6-1 in tot.). Ook in de derde ronde won men tegen Kadijk SK (2-1 in tot.) |                                           |
| 2019/20 |        |        |        |        |        |        | 15     |        |        | Tweede Prov. Lim. A                                      | 25                                                       | Vroegtijdig stopgezet wegens de Coronacrisis. Degradatie. |                                           |
| 2020/21 |        |        |        |        |        |        |        | -      |        | Derde Prov. Lim. B                                       | -                                                        | Geschrapt wegens de Coronacrisis. |                                           |
| 2021/22 |        |        |        |        |        |        |        | 11     |        | Derde Prov. Lim. B                                       | 38                                                       | |                                           |
| 2022/23 |        |        |        |        |        |        |        | 8      |        | Derde Prov. Lim. B                                       | 40                                                       | |                                           |
| 2023/24 |        |        |        |        |        |        |        | 4      |        | Derde Prov. Lim. B                                       | 54                                                       | |                                           |
| 2024/25 |        |        |        |        |        |        |        | 6      |        | Derde Prov. Lim. B                                       | 46                                                       | De club wordt opgeheven. |                                           |